# 宮田統樹
宮田 統樹（みやた のぶき、1941年11月21日 - ）は、日本のアナウンサー。現在の東京都出身。

## 人物・略歴
東京府東京市渋谷区の出身で、生家が明治神宮外苑に近かったことから、「外苑の樹々のように真っ直ぐに伸びよ」との願いを込めて「統樹」と名付けられた。太平洋戦争中に群馬県高崎市への疎開を経験。終戦後に東京都中野区へ転居した。
國學院高等学校の12期生で、卒業後に國學院大學へ進学。明治神宮外苑内の明治神宮野球場を本拠地に使用していた国鉄スワローズ（現在の東京ヤクルトスワローズ）のファンで、NHKラジオ第1放送のプロ野球中継も熱心に聴いていたことから、ラジオ局の実況アナウンサーを志すようになったという。実際には、國學院大學卒業後の1964年に、アナウンサーとしてニッポン放送に入社。同期入社の社員に、「カメ&アンコー」の愛称で知られた亀渕昭信（後の社長）や斉藤安弘がいる。
ニッポン放送入社2年目の1965年から、スポーツ（主にプロ野球や競馬）中継の実況を主に担当。その一方で、初期の『オールナイトニッポン』土曜日で、高崎一郎が降板した後のパーソナリティを1度だけ務めたことがある。
2001年にニッポン放送を退社したことを機に、フリーアナウンサーへ転身。転身の直後から2011年頃までは、オフィスカノンに所属していた。
フリーアナウンサーへ転身してからも、スポーツアナウンサーとしてニッポン放送と契約しているほか、他局でもスポーツ実況を担当。70歳を超えた2011年頃からは「放送界の怪物」と呼ばれていて、80代に入った2022年以降も実況を続けている。日本国内でのプロ野球中継において、80歳を過ぎても実況を定期的に担当するアナウンサーは「（テレビ中継を含めても）宮田が初めて」とされている（詳細後述）。
プロ野球中継では、1990年の日本シリーズ（読売ジャイアンツと西武ライオンズが対戦）、1996年7月21日のオールスターゲーム第2戦、2009年9月4日の読売ジャイアンツ（巨人）対ヤクルト戦（いずれも東京ドーム）、2021年5月28日の西武対阪神タイガース戦（メットライフドーム）などを実況。1985年10月16日のヤクルト対阪神戦（神宮球場）では、阪神が延長10回引き分けながら球団史上21年振りのセントラル・リーグ優勝を決めたことを受けて、試合後に阪神監督・吉田義男への代表インタビューを担当した。
また、実況を担当した試合には、日本のプロ野球史に残る記録が達成された試合も含まれている。ニッポン放送アナウンサー時代の1969年10月10日には、宿直勤務中に巨人対中日ドラゴンズ戦（後楽園球場）の報道素材向け実況を急遽任されたところ、「国鉄のエース時代にとりわけ応援していた」という金田正一（巨人の先発投手）が一軍公式戦通算400勝（現役最後の白星で2022年シーズン終了時点での日本プロ野球通算最多勝利記録）を達成した瞬間に遭遇。2022年8月2日のヤクルト対中日戦（神宮）中継（東海ラジオがニッポン放送からの裏送り方式で放送）では、村上宗隆（ヤクルト）が3回表の第2打席に（7月31日の対阪神戦第3打席から2試合を跨いでの）5打席連続本塁打（日本プロ野球公式戦新記録）を達成した瞬間を、80歳9ヶ月で実況している。
ニッポン放送への入社当初は巨人戦の中継を担当していたが、西武ライオンズが創設された1979年以降は、西武戦を含むパシフィック・リーグ（パ・リーグ）の公式戦を主に実況。西武の本拠地球場（2024年時点の名称はベルーナドーム）の近隣地域に住んでいることから、西武戦の中継で実況することが多い。2009年7月2日の西武対千葉ロッテマリーンズ戦（当時の球場名は西武ドーム）では、試合の途中に実況を洗川雄司から急遽引き継ぐと、試合終了まで担当した。試合が長引くにつれて、西武ドームから遠く離れた地域に住んでいる洗川が、ドーム界隈を走る西武鉄道の最終電車で帰宅できない恐れが生じたことによる。現に、試合時間は5時間42分で、当時のパ・リーグ公式戦における試合時間の最長記録であった。その一方で、ニッポン放送アナウンサー時代の1983年に公開された『プロ野球を10倍楽しく見る方法』（アニメーション映画）では、珍プレー好プレーなどのシーンで実況に声を当てている。
本人が80歳を過ぎた2022年に語ったところによれば、「本番（プロ野球中継での実況）が終わった後には、本番前より体重が1 - 2kg減っている」とのことで、「毎日の発声練習」と「週3回ペースの水泳やトレーニングジムでのウォーキング」を通じてコンディションの維持に努めているという。また、「実況は（自分にとって）健康の源（のようなもの）で、実況を続けることによって気持ちが前向きでいられる」「ニッポン放送のおかげで良い人生を送らせてもらっているので、（本社のある）有楽町に足を向けて寝られない（ほど感謝している）」と述べる一方で、80歳を「（スポーツアナウンサー生活の）区切り」と考えていることを明かしていた。
ちなみに、『ニッポン放送ショウアップナイター』の実況陣には、82歳になった2024年にも名を連ねている。実際には（放送の可能性が低い）予備カード扱いの西武ホームゲーム中継に実況要員としてベルーナドームに随時待機しているが、セ・パ交流戦で阪神と対戦する場合には、朝日放送ラジオかMBSラジオ（いずれも阪神の地元局）への裏送り向けながら本番カード扱いの中継で実況を随時担当。2023年9月19日（火曜日）には、NRNナイター（ニッポン放送・東海ラジオ・STVラジオ・中国放送における本番カード）の対北海道日本ハムファイターズ戦中継で実況を任されていた。2024年には、4月14日に組まれていた福岡ソフトバンクホークスとのデーゲーム（RKB毎日放送への裏送り向け）中継から実況を担当。西武戦以外のカードでも、9月19日のヤクルト対広島戦（神宮）において、中国放送向けの裏送り中継に「チーム情報担当」（ベンチリポーター）として出演していた。

## 活動リスト

### 出演番組
- プロ野球中継
  - ニッポン放送ショウアップナイター（ニッポン放送。退社後も担当。主にNRN・JRN[14]系列地方局向けの裏送り中継で実況・リポーターを担当）
  - メジャーリーグ中継（ニッポン放送。1997年、ロサンゼルス・ドジャースの野茂英雄登板試合を実況[7]。退社後も、2007年4月11日のボストン・レッドソックス対シアトル・マリナーズ戦で、メジャーリーグ初の松坂大輔・イチローによる対決を実況した[7]）
  - tvkプロ野球中継 横浜ベイスターズ熱烈LIVE（tvk。2011年。タイトルが『YOKOHAMAベイスターズナイター』だった2000年代にも担当[15]）
  - STVファイターズLIVE（STVラジオ。北海道ローカルで西武戦、ロッテ戦などの実況を担当）
- 日曜競馬ニッポン（競馬中継。ニッポン放送[7]）
- サッカー中継（ニッポン放送[7]）
- アメリカンフットボール中継（ニッポン放送[7]）
- 競輪中継（ニッポン放送[7]）
- オールナイトニッポン（ニッポン放送在職当時）
- おとなりさん（文化放送、2022年12月2日…金曜9時台前半のコーナー「教えて! 全国☆ラジオスター」にゲスト出演）

### 出演映画
- プロ野球を10倍楽しく見る方法（1983年、フィルムリンク・インターナショナル、フジテレビジョン製作、東宝東和配給） - 実況アナウンサー[16] ※声の出演

## 参考資料
- 『プロ野球12球団全選手百科名鑑』『12球団全選手カラー百科名鑑』シリーズ各年版
  - 12球団全選手カラー百科名鑑2013（『廣済堂ベストムック』219号。2013年2月25日発売・発行、廣済堂出版）ISBN 9784331802212
- 各種外部リンク